# 金佛寺镇
金佛寺镇，是中华人民共和国甘肃省酒泉市肃州区下辖的一个乡镇级行政单位。

## 行政区划
金佛寺镇下辖以下地区：
上河清村、西寨村、二坝村、红寺堡村、丰乐口村、红山堡村、观山村、上三截村、金佛寺村、下四截村、观山口村和小庄村。